# Internationella hijabdagen
Internationella hijabdagen är ett årligt evenemang som grundades av Nazma Khan år 2013. Evenemanget äger rum den 1 februari varje år i 140 länder världen över. Dess uttalade syfte är att uppmuntra kvinnor i alla religioner och bakgrunder att bära och uppleva hijab. Arrangörer av evenemanget beskriver det som en möjlighet för icke-muslimska kvinnor att uppleva hijaben. Internationella hijabdagen syftar även till att öka förståelsen för slöjan.
Den 1 februari 2020 hölls det flera manifestationer på flera håll i Skåne. Organisationen Ungdom mot rasism arrangerade en hijabdag i Vasa i Finland lördagen den 31 januari 2015.